# Tobias Gruben

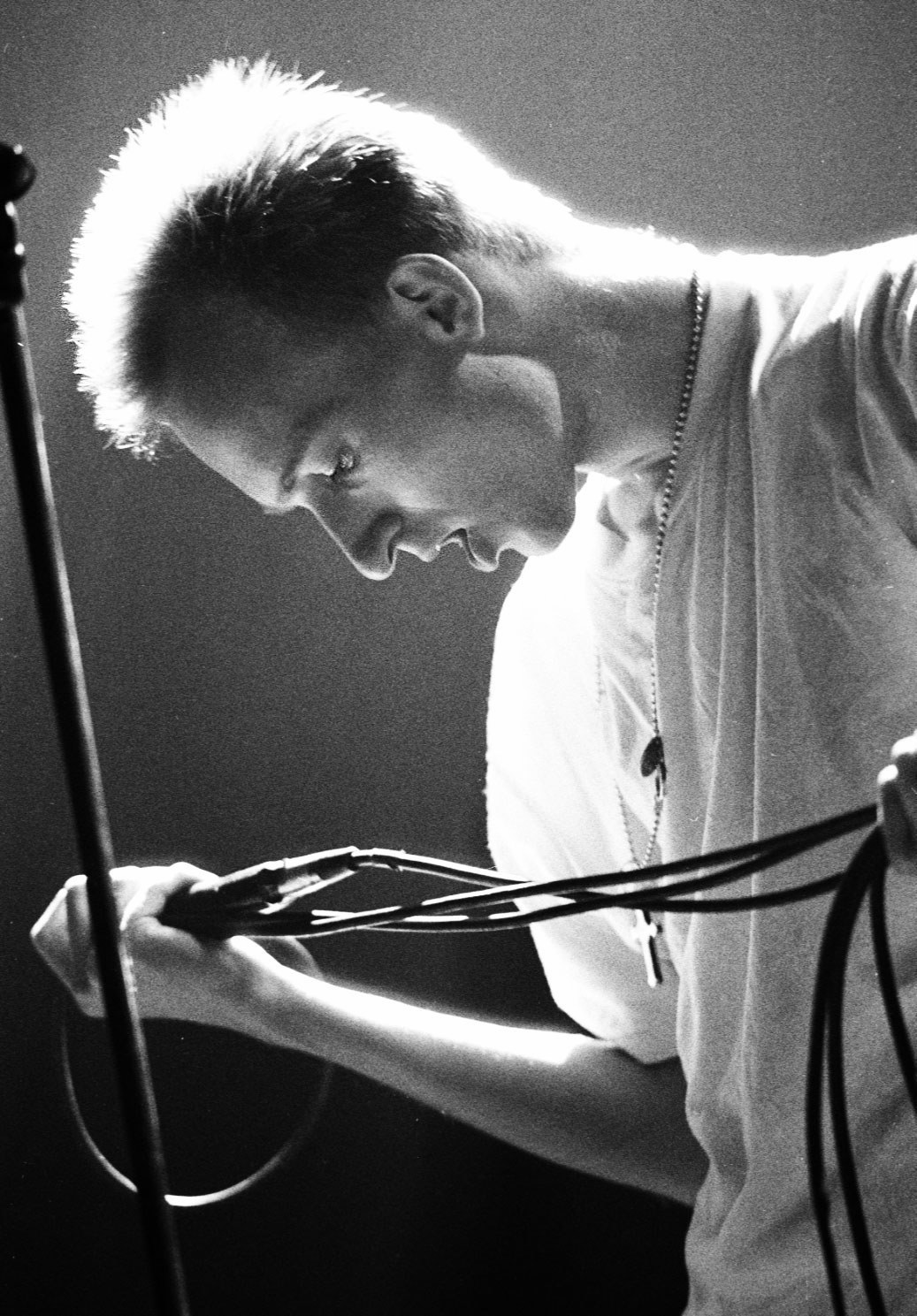
Tobias Gruben (1989, Markthalle)

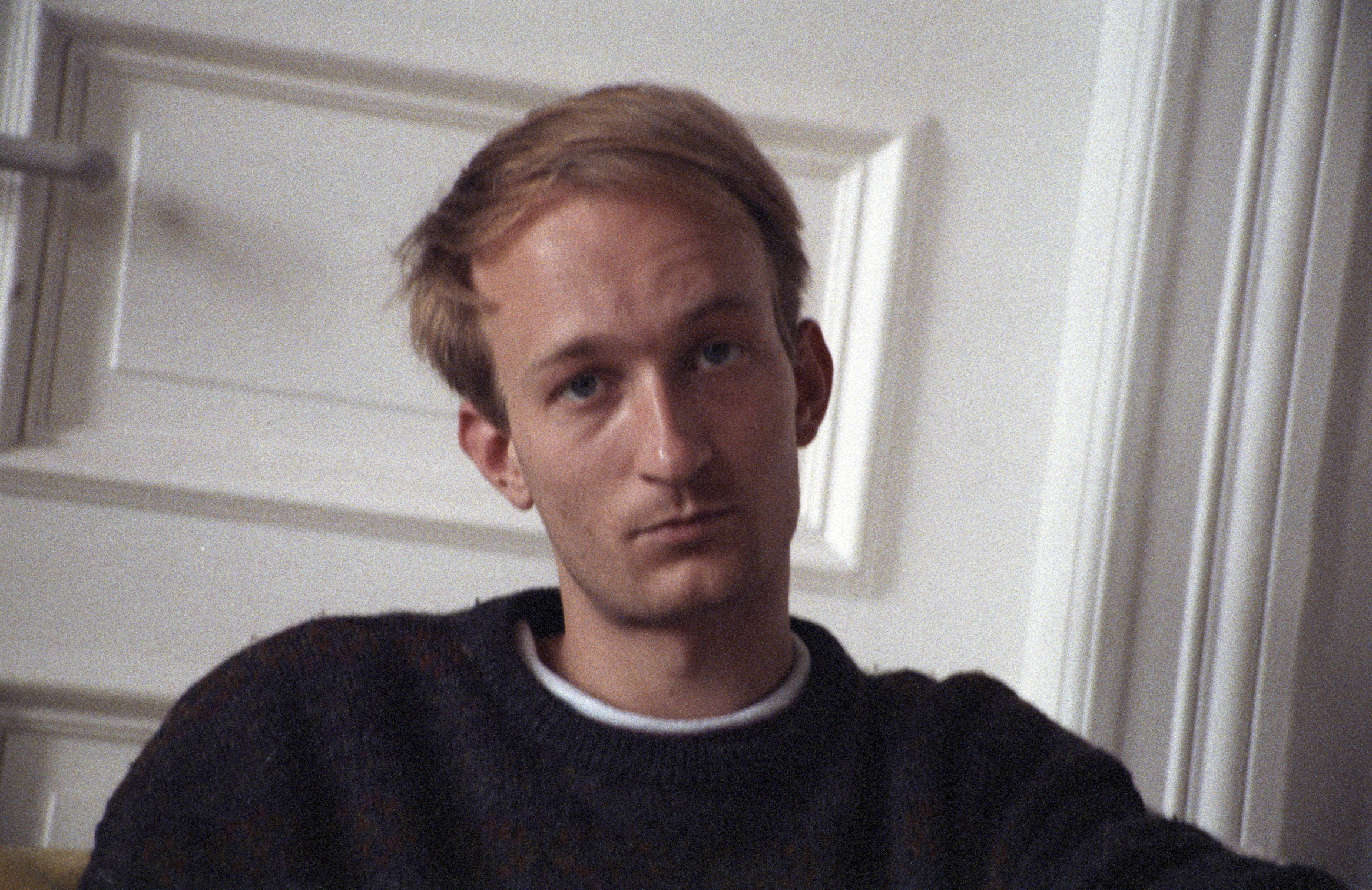
Tobias Gruben 1991 in Hamburg

Tobias Gruben (* 28. Juli 1963 in Athen; † 2. November 1996 in Hamburg) war deutscher Underground-Musiker, Sänger, Komponist und Dichter. 

## Hintergrund
Als Kind des Archäologen und Architekten Gottfried Gruben und einer Dolmetscherin in Athen geboren, wuchs Tobias Gruben in Starnberg auf. Seine ersten musikalischen Erfahrungen machte er u. a. zusammen mit Christoph Schlingensief in der Band Die vier Kaiserlein.
Anfang der 80er Jahre siedelte er nach Hamburg über, wo er 1984 die Dark-Wave-Band Cyan Revue gründete, deren Sänger er war. Nach drei Platten und einigen Tourneen (u. a. mit Alien Sex Fiend) löste sich die Band 1987 auf. Danach gründete Gruben die Band Die Erde mit. Nach vier Platten und wiederum einigen Tourneen (u. a. mit den Einstürzenden Neubauten) löste sich auch diese Band 1990 auf. 
Gruben gründete das Projekt Heroina, in der er sich mit dem Musizieren mit einfachsten Mitteln und ohne Mitmusiker beschäftigte. 1994 rief er die Band Sol ins Leben, die sich kurze Zeit später in Die Erde II umbenannte. Für 1997 war eine größere Veröffentlichung bei Universal geplant, der jedoch der Drogentod von Gruben am 2. November 1996 zuvorkam.
Nach seinem Tod erschien bei What’s So Funny About... die Doppel-CD tobias gruben – die erde, ferner veröffentlichten die Geschwister Sebastian und Imogen im Eigenverlag fünf weitere CDs, die eine gesamte Werkschau inklusive zahlreicher noch unveröffentlichter Stücke enthalten, die unplugged im Studio oder zuhause entstanden sind.

## Film
2019 hatte der Film Die Liebe frisst das Leben – Tobias Gruben, seine Lieder und die Erde von Oliver Schwabe auf dem Filmfest Hamburg Premiere. Im Film, der das Leben von Tobias Gruben und die komplizierte Beziehung zu seinem Vater thematisiert, covern zeitgenössische Bands wie Messer, Isolation Berlin und Tellavision und Musiker wie Paul Pötsch von Trümmer und Timm Völker sowie der Schauspieler Tom Schilling Stücke von Tobias Gruben. Der Kinostart war für April 2020 geplant, verbunden mit der Veröffentlichung des Soundtracks. Aufgrund der Coronakrise fand die Veröffentlichung des Films online statt.
Pressestimme zum Film: „Tobias Gruben war eine Art deutscher Nick Cave, niemand sang schöner und bedrohlicher über Heroin oder den eigenen Vater. Wie Schwabes Porträt das Leben und das Werk dieses rätselhaften Sängers verschränkt, ist fesselnd und hochspannend, die Wiederentdeckung eines Superstars, der nie einer war.“

## Diskografie

### Cyan Revue
- 1984: The Gift (12"-EP, Cyan Rec.)
- 1986: Four Wounds (LP, Yellow Ltd.)
- 1987: Arm (LP, Yellow Ltd.)

### Die Erde
- 1989: Party (12", What’s So Funny About...)
- 1989: Kch Kch Kch (LP, What’s So Funny About...)
- 1990: Leben den Lebenden (12", What’s So Funny About...)
- 1991: Live. Berlin/Loft. (LP, What’s So Funny About...)

### Heroina
- 1991: Heroina (LP, Strange Ways)

### Sol
- 1996: Hände (7", Buback)

### Post Mortem veröffentlichte Tonträger
- Tobias Gruben / Die Erde (Doppel-CD)
- Cyan Revue – In Loving Memory
- Die restliche Erde
- Tobias Gruben – Das wüste Leben
- Tobias Gruben – Weiss
- Tobias Gruben singt

### Soundtrack zum Film
- Die Liebe frisst das Leben (LP und CD, ZickZack/mindjazz)